# Воздушная операция ВВС РККА против Финляндии в июне 1941 года
Воздушная операция ВВС РККА против Финляндии — крупномасштабная операция советских ВВС в ходе Великой Отечественной войны, проведённая 25 июня — 1 июля 1941 года. Целью операции являлось уничтожение финской и немецкой авиации на аэродромах в Финляндии. Первая наступательная воздушная операция советских ВВС на советско-германском фронте.

## Решение о проведении операции
22 июня 1941 года германские войска вторглись на территорию СССР. Началась Великая Отечественная война. В её первые дни Финляндия продолжала соблюдать формальный нейтралитет, будучи фактическим союзником гитлеровской Германии (наличие на её территории германских войск, минирование Финского залива, использование с первого дня войны немецкими ВВС финского воздушного пространства  и финских аэродромов для атак на цели в Ленинградской области, наличие соглашений с Германией о совместных действиях против СССР). 22—23 июня 1941 года штабы Северного фронта и Северного флота получили категорические указания «границу с Финляндией не переходить и не перелетать».
В высшем политическом и военном руководстве Финляндии преобладали настроения реванша за поражение в «зимней войне». Вместе с тем, советское руководство располагало информацией о согласии Финляндии на участие в войне против СССР на стороне Германии, данном в начале 1941 года. В мае 1941 года генеральные штабы Германии и Финляндии согласовали планы совместных боевых действий, сроки мобилизации и срок вступления Финляндии в войну (через 14 дней после германского вторжения в СССР). В частности, предусматривалось использование германскими ВВС финских аэродромов, использование ими данных финской воздушной разведки сопредельных районов СССР и т. д. Советское командование полагало, что в Финляндии базируются части 5-го воздушного флота Германии, по факту же там имелось лишь 18 истребителей и разведывательных самолётов немцев.
23 июня нарком иностранных дел СССР Молотов вызвал к себе финского поверенного в делах Пааво Хюннинена. Молотов потребовал от Финляндии четкого определения её позиции — выступает ли она на стороне Германии или придерживается нейтралитета. Но ни  Хюннинен, ни финское правительство не дали объяснений.
Таким образом, через день после начала Великой Отечественной войны советское руководство приняло решение атаковать аэродромы формально нейтральной Финляндии. При этом оно исходило из точки зрения, что Финляндия готова к нападению на СССР, а на финских аэродромах расположены самолёты Люфтваффе. И. В. Сталин не сомневался в предстоящем нападении Финляндии на СССР.
Главным инициатором нанесения превентивного удара по финским аэродромам являлся командующий ВВС Северного фронта генерал-майор авиации А. А. Новиков, который добился поддержки идеи такой воздушной операции у командующего Северным фронтом генерала М. М. Попова. Они совместно убедили Ставку Главного командования, что с финской территории готовятся воздушные налёты на Ленинград. В послевоенных мемуарах Новиков мотивирует своё решение так: 

«Нужно было принимать срочные меры, чтобы избавить Ленинград от участи городов, подвергшихся яростной бомбардировке в первые же часы войны. Такими мерами могли быть наши активные действия в воздухе»— Новиков А. А. В небе Ленинграда (Записки командующего авиацией). — М.: Наука, 1970. Глава «Июнь-июль 1941 года»
В Ставке было принято политическое решение на проведение операции. 24 июня вышла директива Ставки за подписью маршала С. К. Тимошенко, которая потребовала от Военного совета Северного фронта: 

«Начать боевые действия нашей авиации и непрерывными налетами днем и ночью разгромить авиацию противника и ликвидировать аэродромы в районе южного побережья Финляндии, имея в виду пункты Турку, Малми, Парвоо, Котка, Холола, Тампере, в районах, приграничных с Карельским перешейком, и в районе, Кемиярви, Рованиеми. Операцию провести совместно с ВВС Северного и Балтийского флотов, о чём дать соответствующие указания командованию флотов».— Русский Архив: Великая Отечественная. Ставка ВГК. Документы и материалы. 1941 год. № 16 5(1). М.: ТЕРРА, 1996. — Документ № 3. — С.21—22.
 Операция была рассчитана на 6 суток.

## Силы сторон
Для операции планировалось использовать значительные следующие силы советской авиации:
- части 1-й, 2-й, 5-й, 41-й и 55-й авиадивизий ВВС Северного фронта (командующий ВВС генерал-майор авиации А. А. Новиков),
- 4-я смешанная авиационная дивизия ВВС Северо-Западного фронта (командующий ВВС генерал-майор авиации А. П. Ионов),
- 8-я и 10-я авиабригады ВВС Балтийского флота (командующий генерал-майор авиации В. В. Ермаченков),
- 72-й смешанный авиационный полк ВВС Северного флота (командующий генерал-майор авиации А. А. Кузнецов).

Финская авиация (командующий генерал-майор Ярл Лундквист) к началу июня 1941 года имела около 500 самолётов разных типов, из них в боевых частях 206 самолётов — 159 истребителей и 22 бомбардировщика, прочие — вспомогательные и учебные машины. По другим данным, ВВС Финляндии на 22 июня 1941 года насчитывали 307 боевых самолётов. 193 боеготовых самолёта дислоцировалось на 17 аэродромах, причем ни на одном из них не находилось одновременно более 27 машин. Многие аэродромы были неизвестны советской разведке.

## Ход операции
К участию привлекалось одновременно 375 бомбардировщиков и 165 истребителей, но фактически 25 июня на цели вылетело около 300 самолётов. По словам А. А. Новикова, участвовало больше самолётов: 263 бомбардировщиков и 224 истребителей и штурмовиков устремилась на 18 наиболее важных аэродромов противника.
Первый налет был совершен в период с 4 до 4:50 часов утра 25 июня 1941 года на аэродромы Миккели и Йоройнен. Согласно докладам экипажей, там удалось разбить множество самолётов, повредить летное поле, разрушить ангары и склады.
За сутки 25 июня советская авиация по плану операции произвела 263 самолёто-вылетов бомбардировщиков и 224 — истребителей, доложив об уничтожении на аэродромах до 30 неприятельских самолётов и ещё 11 истребителей — сбитыми в воздушных боях. Советские потери составили 23 бомбардировщика, погибли около 100 лётчиков, в том числе 5 командиров эскадрилий; все истребители вернулись на базы. Командование пришло к выводу, что, несмотря на серьёзные потери ударной авиации, налёты прошли успешно. Операцию решили продолжить.
Систематические удары по 39 финским аэродромам повторялись вплоть до 1 июля, хотя и с меньшей интенсивностью, чем в первый день операции. Некоторые базы, такие, как Утти, Лапенранта и Вертсиля, были атакованы по 8—10 раз. Подвергались ударам аэродром, порт и жилые кварталы города Турку.

## Итоги операции и потери сторон
С советской точки зрения операция оценивалась как однозначная победа: 

По данным воздушного фотоконтроля, советские летчики, атаковав в общей сложности 39 аэродромов, произвели около 1000 самолёто-вылетов, уничтожили и вывели из строя 130 самолётов противника. Командование немецко-фашистских войск в Финляндии и Северной Норвегии было вынуждено оттянуть свою авиацию на дальние тыловые аэродромы и отказаться на ближайшее время от налета на Ленинград. Это была первая воздушная операция Советских ВВС. Она имела важное военное значение и подтверждала сохранившуюся боеспособность советской фронтовой авиации.— Кожевников М. Н. Командование и штаб ВВС Советской Армии в Великой Отечественной войне 1941—1945 гг. — М.: Наука, 1977. — Глава 2.
 В таком же духе подводит итоги и инициатор операции А. А. Новиков: «До 5 июля 1941 г. противник почти не действовал по нашим аэродромам в полосе Северного фронта. Были сорваны также его попытки подвергнуть в первые дни войны удару с воздуха г. Ленинград».
 
Всего же для решения поставленной задачи советские летчики выполнили 992 самолёто-вылета. По разным публикациям, количество уничтоженных финских и немецких самолётов колеблется от 76 самолётов до 130 самолётов.
Оценка советских потерь сильно колеблется. В книге генерал-майора авиации профессора М. Н. Кожевникова «Командование и штаб ВВС Советской Армии в Великой Отечественной войне» указывается: «наша авиация потерь не имела». Данное утверждение не соответствует действительности, но количество потерь советской авиации отличается практически у каждого автора: «около 40 машин», «51 бомбардировщик и 20 истребителей».
Посчитав основные цели операции достигнутыми, в начале июля советское командование перебросило основную часть своих ВВС на борьбу против далеко прорвавшихся на ленинградском направлении войск группы армий «Север».
Финская сторона утверждает о том, её реальные потери были ничтожные: за 25—30 июня получили различные повреждения всего 12—15 самолётов, большинство из которых удалось быстро вернуть в строй. Лишь одна машина находилась в ремонте более года. Потерь в воздушных боях финны не понесли, но 2 истребителя разбилось при посадке (возможно, из-за полученных в боях повреждений). Немецкая авиация потерь не имела (аэродромы, где находились немецкие самолёты в Финляндии, ударам советских ВВС не подверглись). На боеспособность финских ВВС такие потери повлиять не могли. Исходя из дальнейшего развития боевых действий (финское наступление в Карелии началось в запланированные сроки и активно поддерживалось авиацией), финская точка зрения представляется близкой к истине.
В реальности эффективность операции советских ВВС против финских аэродромов оказалась низкой. Многочисленная советская авиация не смогла нанести заметный урон значительно уступающему в численности противнику и сама понесла тяжелые потери. Причины:
- Слабый боевой опыт советской бомбардировочной авиации.
- Неумение командования организовать массированные действия ВВС — не имелось централизованной системы управления частями и соединениями (каждый из четырёх штабов ВВС готовил и проводил операцию сам, без координации с другими), задачи ставились отдельно для каждой авиачасти без нанесения ударов крупными соединениями.
- Преобладание отсутствия истребительного прикрытия.
- Слабая разведка противника (расположение и количество самолётов на финских аэродромах известно не было, за аэродромы с большим количеством самолётов часто принимались мелкие и вспомогательные посадочные площадки, даже были случаи бомбежки отсутствующих в реальности финских аэродромов, после которых поступали доклады об уничтоженных там самолётах, при этом многие крупные аэродромы и базировавшиеся на них самолёты на всю операцию ни разу не подверглись бомбежкам).
- Финское командование держало основные силы ВВС в глубине территории Финляндии.
- Качественное превосходство подготовки финских летчиков-истребителей.
- Низкая организация боевой работы в ВВС Красной Армии: многие экипажи не имели необходимых карт и не знали, что делать в случае потери ведущего или ориентировки; часто нарушалось взаимодействие между истребителями и бомбардировщиками; свои самолёты обстреливались и даже сбивались собственной зенитной артиллерией.
- Советские аэродромы были переполнены самолётами и расположены близко к границе, отсюда они подвергались ударам финских ВВС и даже артобстрелу, а также легко контролировались разведкой финнов.
- Малое количество самолётов, выделяемых на атаку каждого известного аэродрома (15—20 машин, к тому же не одновременно, а группами с большим разрывом по времени), сброс бомб с большой высоты.

Самый большой урон СССР понёс в дипломатической сфере — Финляндия получила полное моральное право объявить себя подвергшимся агрессии государством (хотя сама была уже готова к нападению на СССР вместе с гитлеровской Германией), что и было сделано на заседании парламента вечером 25 июня. Эта точка зрения широко использовалась в пропаганде внутри Финляндии и за её пределами. 26 июня Финляндия объявила войну СССР.